# Alasaari (ö i Finland, Norra Österbotten, Oulunkaari)
Alasaari är en ö i Finland. Den ligger i Ijo älv och i kommunen Pudasjärvi i den ekonomiska regionen  Oulunkaari  och landskapet Norra Österbotten, i den centrala delen av landet, 600 km norr om huvudstaden Helsingfors. Öns area är 1,4 hektar och dess största längd är 220 meter i sydväst-nordöstlig riktning.